# Eucereon colimae
Eucereon colimae är en fjärilsart som beskrevs av Max Wilhelm Karl Draudt 1931. Eucereon colimae ingår i släktet Eucereon och familjen björnspinnare. Inga underarter finns listade i Catalogue of Life.